# Президентські вибори у США 1904
Президентські вибори в США 1904 року проходили 8 листопада. Президент Теодор Рузвельт, який прийняв цей пост після вбивства Вільяма Маккінлі, здобув легку перемогу над демократом Елтоном Паркером.

## Вибори

### Кампанія

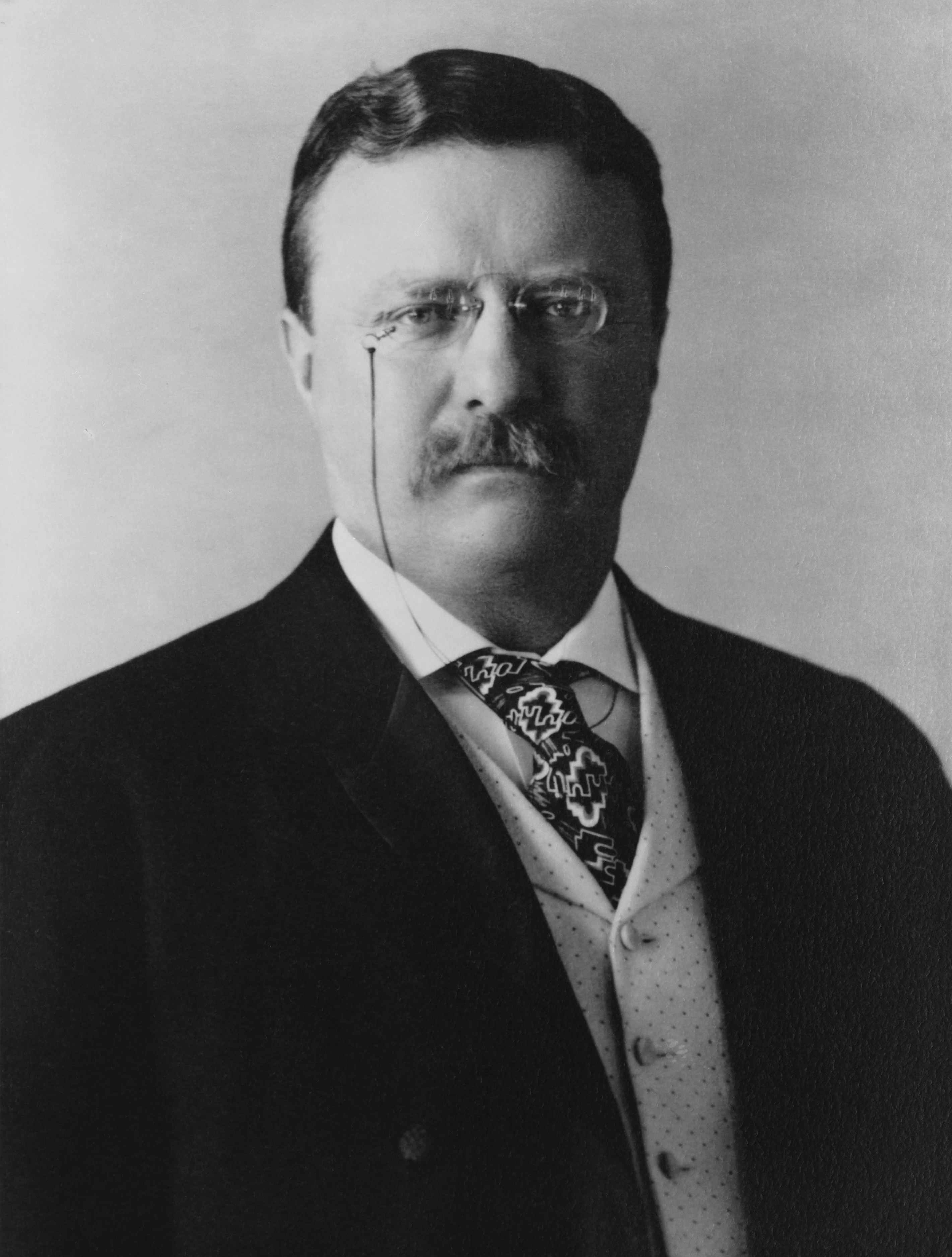
На виборах 1904 року Теодор Рузвельт був обраний президентом США.

До моменту виборів республіканець Теодор Рузвельт був настільки популярний в Сполучених Штатах, що претендент від демократів суддя Елтон Паркер мало що міг зробити, щоб перешкодити обранню Рузвельта. Рузвельт ввів регулювання великих корпорацій та збереження природних ресурсів. Він виграв Панаму, отримавши внаслідок право для США на будівництво Панамського каналу, придушив повстання на Філіппінах і т. д., що сильно посилило його позиції.

### Результати
| Кандидат               | Партія                       | Виборці    | Виборці | Виборники |
| Кандидат               | Партія                       | Кількість  | %       | Виборники |
| ---------------------- | ---------------------------- | ---------- | ------- | --------- |
| Теодор Рузвельт        | Республіканська партія       | 7 630 457  | 56,4 %  | 336       |
| Елтон Брукс Паркер     | Демократична партія          | 5 083 880  | 37,6 %  | 140       |
| Юджин Віктор Дебс      | Соціалістична партія         | 402 810    | 3,0 %   | 0         |
| Сайлес Комфорт Свеллоу | Prohibition                  | 259 102    | 1,9 %   | 0         |
| Томас Едвад Уотсон     | Популістська партія          | 114 070    | 0,8 %   | 0         |
| Чарльз Хантер Корріген | Соціалістична трудова партія | 33 454     | 0,2 %   | 0         |
| інші                   |                              | 1 229      | 0,0 %   | 0         |
| Всього                 | Всього                       | 13 525 002 | 100 %   | 476       |